# Васертрюдинген
Васертрюдинген (на немски: Wassertrüdingen) е град в окръг Ансбах в Средна Франкония, Бавария, Германия, с 5962 жители (2015).
За пръв път е споменат в документ от 1242 г. В градската част Алтентрюдинген се намирал дворецът на благородниците от род Труендинген.